# لازار کوواچویچ
لازار کوواچویچ (سیریلیک صربی: Лазар Ковачевић؛ زادهٔ ۴ نوامبر ۱۹۹۷) تیرانداز اهل صربستان است.
وی در مسابقات کشوری و بین‌المللی در مجموع برندهٔ ۱ مدال طلا، ۴ مدال نقره، ۲ مدال برنز شده‌است.